# 조르조 게치
조르조 게치(이탈리아어: Giorgio Ghezzi ˈdʒordʒo ˈɡettsi; ˈɡeddzi[*]; 1930년 7월 11일, 에밀리아-로마냐 주 체세나티코 ~ 1990년 12월 12일, 에밀리아-로마냐 주 폴리)는 "가미가제"라는 별칭으로도 알려진 이탈리아의 전 축구 선수이자 감독으로, 현역 선수 시절 골키퍼였다.

## 클럽 경력
체세나티코 출신인 게치는 1947년에 리미니에서 프로 무대에 입문해 1949년부터 1951년에 모데나에서 활약했다. 그는 이후 1951년에 인테르나치오날레로 이적해 3-1로 이긴 10월 21일의 레냐노전에서 세리에 A 신고식을 치렀다. 그는 인테르나치오날레에서 7년을 활약하며 모든 대회(세리에 A, 유러피언컵, 그리고 코파 이탈리아)를 통틀어 191번의 경기에 출전했다. 그는 인테르나치오날레 시절에 1952-53 시즌과 1953-54 시즌에 2번의 세리에 A 우승을 거두었다.
1957-58 시즌 끝에 그는 젠와로 매각되었고, 1959년에는 밀라노로 복귀했는데, 인테르나치오날레의 지역 경쟁 구단인 밀란에 그의 현역 시절 경쟁자인 로렌초 부폰의 대체자로 입단했고, 부폰은 그 해 제노아를 거쳐 결국 게치의 친정 구단인 인테르나치오날레로 이듬해 입단했다. 게치는 밀란에서 1961-62 시즌 리그 우승을 거두었고, 이듬해에는 에우세비우가 버티는 벤피카를 웸블리에서의 결승전에서 2-1로 꺾고 유러피언컵도 들어올렸는데, 그는 유러피언컵을 우승한 첫 이탈리아인 골키퍼로 기록되었다. 게치는 1965년에 밀란에서 은퇴했다.

## 국가대표팀 경력
게치는 국제 무대에서 이탈리아 국가대표팀 일원으로 1954년부터 1961년까지 활약했다. 그는 1954년 4월 11일, 3-1로 이긴 프랑스와의 원정 경기에서 신고식을 치렀고, 1954년 월드컵 본선에서는 당시 쟁쟁했던 수문장들이었던 레오나르도 코스탈리올라, 조반니 비올라 ,줄리아노 사르티, 빌리암 네그리 등을 제치고 자국 선수단의 주전 골키퍼로 나섰다. 그러나, 그는 현역 시절 경쟁자인 부폰의 존재로 인해 그리 많은 국가대표팀 경기 출전 기회를 잡지 못했다.

## 경기 방식
도발적이며, 대담하고, 화려한 수문장인 게치는 운동신경, 민첩함, 반사신경, 선방력, 그리고 득점선에서 쇄도하여 상대 공격수의 공을 낚아채는 순간을 포착하는데 도가 텄다. 그는 스위퍼-키퍼로서의 역량으로 가미가제라는 별칭이 붙었다. 그는 선방 능력과 당대 이탈리아 최고의 골키퍼로 등극한 것 외에도, 마음가짐과 꾸준함에 대해 비판의 대상이 되었는데, 감정을 제어하지 못하는 모습을 종종 보이기도 했다.

## 감독 경력
은퇴 후, 게치는 1966년부터 1967년까지 제노아의 감독을 맡았다.

## 사생활
게치는 이탈리아의 텔레비전 유명인사이자 여배우인 에디 캄파뇰리와 교제했지만, 나중에 게치의 경쟁자인 부폰을 배우자로 맞이했다.
게치는 1990년 12월 12일, 고향 폴리에서 향년 60세에 심정지로 영면에 들었다.

## 수상

### 클럽
인테르나치오날레
- 세리에 A: 1952–53, 1953–54

밀란
- 세리에 A: 1961–62
- 유러피언컵: 1962–63

### 개인
- 밀란 명예의 전당[6]